# 13 Eerie
13 Eerie is een Canadese horrorfilm uit 2013 onder regie van Lowell Dean. De film werd in première vertoond op het Mauvais Genre Film Festival (Frankrijk) op 29 maart.

## Verhaal
Zes studenten forensische wetenschappen stranden tijdens een schoolproject op een afgelegen, schijnbaar verlaten eiland. Ze weten niet dat de locatie vroeger werd gebruikt om illegale biologische experimenten uit te voeren op veroordeelden met een levenslange gevangenisstraf.

## Rolverdeling
| Acteur             | Personage            | Opmerkingen |
| ------------------ | -------------------- | ----------- |
| Katharine Isabelle | Megan                |             |
| Michael Shanks     | Tomkins              |             |
| Brendan Fehr       | Daniel               |             |
| Brendan Fletcher   | Josh                 |             |
| Nick Moran         | Larry Jefferson      |             |
| Jesse Moss         | Patrick              |             |
| Kristie Patterson  | Kate                 |             |
| Michael Eisner     | Rob                  |             |
| Lyndon Bray        | Captain Veneziano    |             |
| Ryland Alexander   | Tattoo Zombie        |             |
| Shannon Jardine    | Skinhead nazi Zombie |             |
| Jason Truong       | Thug Zombie          |             |